# 이종근 (1923년)
이종근(李鍾根, 1923년 10월 22일 ~ 2003년 10월 22일)은 대한민국의 정치인이다. 제6·7·9·10·13·14대 국회의원을 지냈으며 전국구로 초선 국회의원을 지냈을 때를 제외하면 나머지 5번의 국회의원 임기를 충주에서만 역임했다. 본관은 전의이다.

## 학력
- 충청북도 충주고등농림학교 졸업
- 육군사관학교 8기 졸업
- 육군보병학교 졸업
- 육군공병학교 졸업
- 육군대학 졸업
- 국방대학원 행정학 석사 졸업

## 생애
1923년, 충주에서 출생하여 충주농업고등학교를 졸업하고, 육군사관학교를 졸업 이후 1961년에 5·16에 가담하였으며, 이후 6선 국회의원을 지냈다. 국회의원 당시 건국대학교 충주에 유치하고, 충주산업대학교를 충주대학교로 승격시켰다. 충주 여성회관, 충주 문화원, 충주 재향군인회관 등을 지어 충주시의 발전에 크게 기여하였다. 다른 국회의원들에 비해 청렴하고 검소하였으며, 시민과 더불어 사는 국회의원이었다. 딸이 사는 작은 아파트에 머물러오기도 하였다. 암으로 80세에 병사했다. 충무 무공훈장, 화랑 무공훈장, 보국훈장 국선장 등에 서훈되었다.

## 5·16 군사반란 가담
1961년 5월 16일, 당시 군사 반란에 가담하여 이한림 1군사령관을 불법 체포하여 서울로 압송했다.

## 일화
- 청백리로 소문난 그는 정치권은 물론 일반국민들로부터 한국의 간디와 "대꼬챙이" 등으로 시민들로부터 별명으로 불려왔다. 서울에 집 없이 상경할 때마다 18평짜리 시영아파트 딸의 집에 기거하면서 사위의 눈치를 봐야만 했었다. 이 청렴한 정객의 깨끗한 삶은 시대의 귀감이 되기에 이미 충분했고, 일반 국민들이 희망을 걸 수 있는 마지막 한 줄기 빛이었다고 한다.
- 7代 국회의원 당시의 일이었다. 충주에 재향군인회 회관을 건립하고자 동분서주할 때 박정희가 그 소식을 듣고 그를 청와대로 불렀다. 당시 공화당의원들 가운데 서울에 누옥 한채없는 사람은 이 의원뿐이었다. 이를 안 박 대통령이 『사람이 왜 그리 융통성이 없느냐』며 집을 사라고 3백만원을 주었다. 그러나 그는 이 돈으로 충주에 어머니회관을 짓고 남은 30만원을 박대통령에게 도로 가져왔다. 그랬더니 박 대통령은 어이가 없다는 표정으로 비서들에게 집 한칸 마련해 주라고 지시했다. 그래서 생긴 집이 그가 10대의원때까지 산 용두동의 한옥집이었다. 박 대통령은 또 그에게 『물이 너무 맑으면 물고기가 살지 않는다』며 핀잔을 주기도 했으나 그의 생활태도는 바뀌지 않았다.[1]
- 1980년 5.17 내란시 정권을 잡은 신군부 세력에서 김종필 등 구 정객과 측근 수백명을 부정축재자로 몰아 피선거권을 박탈할 때 조차도, JP의 최측근이었던 이 의원은 숙청대상에서 제외되어 11대 국회의원 선거에 출마할 수 있었다. 신군부 세력에서 털어도 먼지가 나오지 않았기 때문이었다.[2]

## 경력
- 1948년 육군사관학교 8기생
- 1955년 육군 대학 졸업
- 1955년 육군 교총 교육과장
- 1956년 육군본무 기획참모부 기획과장
- 1959년 육군 제1군 사령부 작전과장
- 1963년 육군 준장 예편
- 1963년 민주공화당 상임위원, 충청북도 제3지구당위원장
- 1963년 12월 17일 ~ 1967년 6월 30일 제6대 민주공화당 국회의원(비례대표, 전국구)
- 1967년 7월 1일 ~ 1971년 6월 30일 제7대 민주공화당 국회의원(충북 충주시,중원군 일원)
- 1969년 제4차 APU 한국대표
- 1970년 국회 농림분과위원회 위원장
- 1973년 3월 12일 ~ 1979년 3월 11일 제9대 민주공화당 국회의원(충북 충주시,중원군 일원)
- 1973년 민주공화당 중앙위부의장
- 1976년 민주공화당 당무위원
- 1979년 제 10대 민주공화당 국회의원(충북 충주시,중원군 일원), 국회 교체분과위원회 위원장, 민주공화당 충북 충주, 중원, 제천, 단양 지구당 위원장
- 1988년 5월 30일 ~ 1992년 5월 29일 제13대 신민주공화당 국회의원(충북 충주시,중원군 일원)
- 1992년 5월 30일 ~ 1996년 5월 29일 제14대 민주자유당 국회의원(충북 충주시,중원군 일원)
- 1992년 국회윤리특위원장, 전의 예안이씨 회수회 본부회장
- 1995년 자유민주연합 상임고문
- 1996년 정계 은퇴
- 2003년 10월 22일 80세로 별세, 대전국립묘지 장군묘역 안장
- 충무 무공훈장
- 화랑 무공훈장
- 보국훈장 국선장
- 근무공로훈장

## 역대 선거 결과
|  | 33.5% |

|  | 67.72% |

|  | 48.68% |

|  | 42.95% |

|  | 38.71% |

|  | 19.79% |

|  | 49.76% |

|  | 33.16% |

## 같이 보기
- 대한민국 제6대 국회의원 선거 민주공화당 후보 목록#전국구
- 충주시·중원군 (1963년 선거구)
- 충주시의 국회의원
- 충주시·중원군·제천군·단양군
- 제천군의 국회의원
- 단양군의 국회의원
- 충주시·중원군 (1988년 선거구)